# Usain Bolt
Usain St. Leo Bolt (født 21. august 1986 i Trelawny) er en jamaicansk atletikudøver (sprinter). 
Usain Bolt har verdensrekorden i 100-meterløb og 200-meterløb, samt i 4 × 100-meterløb med
3 andre atleter. Han har vundet verdensmesterskaberne i 100 m løb i 2009, 2013 og 2015, verdensmesterskaberne i 200-meterløb i 2009, 2011, 2013 og 2015, samt verdensmesterskaberne i 4 × 100-meterløb i 2009, 2011, 2013 og 2015. Han er også olympisk mester i alle 3 discipliner i 2008, 2012 og 2016. Disse præstationer har fået kommentatorer til at kalde Usain Bolt alle tiders største sprinter. I januar 2017 blev Bolt dog frataget en af sine ni guldmedaljer, idet IOC 25. januar 2017 meddelte, at Nesta Carter, der var med på det jamaicanske hold, der vandt 4 × 100 meter i Beijing i 2008, havde inddtaget det ulovlige stof methylhexanamin.
Bolts helt store gennembrud kom ved OL i Beijing 2008, hvor han vandt guldmedalje på 100 meter i den daværende verdensrekordtid 9,69, og få dage senere guld på 200 meter, igen i verdensrekordtid, 19,30 sekunder. Slutteligt var han en del af det jamaicanske hold, der tog guldmedaljen på 4 × 100-meterstafetten. For tredje gang endte det i ny verdensrekord for Bolt. Jamaica løb i 37,10 sekunder.
Bolt vandt også guld på 100-meter-distancen ved OL i London i 2012, i tiden 9,63 sekunder samt på 200-meter-distancen i tiden 19,32 sekunder. Han er den første i OL-historien, som har genvundet både 100-meter- og 200-meter-løbet ved to OL i træk. Han er også den jamaicaner, som har vundet flest OL-guldmedaljer.
Usain Bolt har verdensrekorden på 100 meter med tiden 9,58, samt 200 meter med tiden 19,19. Han er 195 cm høj og vejer 94 kg.
I november 2013 udkom selvbiografien "Faster than lightning" i USA, oversat til dansk i 2014. Bogen omhandler Bolts liv og kommer rundt om hans talent, motivation og sejre, men også om hans familie, baggrund, opvækst og interesser. Det kontroversielle i bogen er, at Bolt fortæller om sit forhold til fastfood, som i flere omgange har været oppe i medierne på grund af hans angiveligt store indtag af McNuggets fra McDonalds under OL i Beijing 2008.
Usain Bolt løb sit sidste løb under VM i atletik i London 2017, et 4 × 100-meterløb. Det skulle have været et gyldent punktum på Bolts flotte karriere, men det endte med at Bolt fik en fiberskade i låret, så Jamaica afsluttede ikke.

## Personlige rekorder
| Distance      | Tid   | Vind     | Sted, dato              | Note |
| ------------- | ----- | -------- | ----------------------- | --- |
| 100 meter     | 9,58  | +0,9 m/s | Berlin, 2009            | Verdensrekord |
| 200 meter     | 19,19 | -0,3 m/s | Berlin, 20. august 2009 | Verdensrekord |
| 4 x 100 meter | 36.84 |          | London, 2012            | Verdensrekord Under OL i 2012 i London vandt Bolt guld i 100-meter- og 200-meter-løb, og med Jamaica vandt han guld i 4 x 100 meter. |

## Internationale resultater
| 2002 | Junior Verdensmesterskab                     | Kingston, Jamaica      | 1st | 200 m              | 20.61       |
| 2002 | Junior Verdensmesterskab                     | Kingston, Jamaica      | 2nd | 4×100 m relay      | 39.15 NJR   |
| 2002 | Junior Verdensmesterskab                     | Kingston, Jamaica      | 2nd | 4×400 m relay      | 3:04.06 NJR |
| 2003 | Junior Verdensmesterskab                     | Sherbrooke, Canada     | 1st | 200 m              | 20.40       |
| 2003 | Pan American Junior Championships            | Bridgetown, Barbados   | 1st | 200 m              | 20.13 WYB   |
| 2003 | Pan American Junior Championships            | Bridgetown, Barbados   | 2nd | 4×100 m relay      | 39.40       |
| 2004 | CARIFTA Games                                | Hamilton, Bermuda      | 1st | 200 m              | 19.93 WJR   |
| 2005 | Central American and Caribbean Championships | Nassau, Bahamas        | 1st | 200 m              | 20.03       |
| 2006 | World Athletics Final                        | Stuttgart, Tyskland    | 3rd | 200 m              | 20.10       |
| 2006 | IAAF World Cup                               | Athen, Grækenland      | 2nd | 200 m              | 19.96       |
| 2007 | VM                                           | Osaka, Japan           | 2nd | 200 meter          | 19.91       |
| 2008 | OL                                           | Beijing, Kina          | 1st | 100 meter          | 9.69 VR OR  |
| 2008 | OL                                           | Beijing, Kina          | 1st | 200 metres         | 19.30 VR OR |
| 2008 | OL                                           | Beijing, Kina          | 1st | 4×100 meter        | 37.10 VR OR |
| 2009 | VM                                           | Berlin, Tyskland       | 1st | 100 meter          | 9.58 VR     |
| 2009 | VM                                           | Berlin, Tyskland       | 1st | 200 meter          | 19.19 VR    |
| 2009 | VM                                           | Berlin, Tyskland       | 1st | 4×100 metres relay | 37.31 CR    |
| 2011 | VM                                           | Daegu, Sydkorea        | 1st | 100 meter          | —           |
| 2011 | VM                                           | Daegu, Sydkorea        | 1st | 200 meter          | 19.40 WL    |
| 2011 | VM                                           | Daegu, Sydkorea        | 1st | 4×100 meter        | 37.04 VR    |
| 2012 | OL                                           | London, Storbritannien | 1st | 100 meter          | 9.63 OR     |
| 2012 | OL                                           | London, Storbritannien | 1st | 200 meter          | 19.32       |
| 2012 | OL                                           | London, Storbritannien | 1st | 4×100 meter        | 36.84 VR    |